# Point-and-click adventure
Een point-and-click-adventure-spel is een avonturenspel dat bediend wordt door met de muis voorwerpen of personen op het scherm aan te klikken en er een bepaalde actie mee uit te voeren. 
De speler klikt op delen van het scherm om een karakter te laten bewegen, of een interactie uit te voeren met personen of voorwerpen in het veld. Vaak zijn er uitgebreide dialogen zodat de speler meer te weten komt over de wereld zelf, voorwerpen, of personen. De eerste spellen hadden alleen tekst op het scherm, later werden er pictogrammen of spraak gebruikt. Bij veel van deze spellen is het gebruikelijk om voorwerpen te verzamelen, die in een inventaris worden opgeslagen. Aan de hand van aanwijzingen moet de speler uitzoeken welk voorwerp gebruikt kan worden. 
De latere spellen van Sierra On-line, zoals de King's Quest-serie, en vrijwel alle LucasArts-avonturenspellen zijn point-and-clickspellen. 

## Bekende titels
Enkele bekende point-and-click-adventure-spellen zijn:
- Monkey Island (1990)
- Indiana Jones and the Fate of Atlantis (1992)
- Lure of the Temptress (1992)
- Day of the Tentacle (1993)
- Myst (1993)
- Sam & Max (1993)
- Simon the Sorcerer (1993)
- Beneath a Steel Sky (1994)
- Teenagent (1995)
- Full Throttle (1995)
- The Dig (1995)
- Clock Tower (1995)
- Broken Sword (1996)
- Miel Monteur (1997)
- Jack Orlando: A Cinematic Adventure (1997)
- The Last Express (1997)
- Blade Runner (1997)
- Grim Fandango (1998)
- The X-Files: The Game (1998)
- Syberia (2002)
- Submachine (2005)